# Șinteu
Șinteu è un comune della Romania di 1 231 abitanti, ubicato nel distretto di Bihor, nella regione storica della Transilvania.
Il comune è formato dall'unione di 3 villaggi: Huta Voivozi, Socet, Șinteu, Valea Tîrnei. La maggior parte di abitanti di Șinteu è di origine Slovacca.
|           |           |  |        |        |
| --------- | --------- |  | ------ | ------ |
| Rumeni    | Rumeni    |  | 1,07%  | 1,07%  |
| Slovacchi | Slovacchi |  | 96,37% | 96,37% |
| Non noto  | Non noto  |  | 1,95%  | 1,95%  |
| Altri     | Altri     |  | 0,58%  | 0,58%  |